# Macrognathus obscurus
Macrognathus obscurus är en fiskart som beskrevs av Ralf Britz 2010. Macrognathus obscurus ingår i släktet Macrognathus och familjen Mastacembelidae. IUCN kategoriserar arten globalt som otillräckligt studerad. Inga underarter finns listade i Catalogue of Life.